# Де Риенсо, Рикардо Хосе
Рикардо Хосе Де Риенсо (исп. Ricardo José De Rienzo; 20 августа 1948, Арройо-Секо, Санта-Фе — 25 июля 2013, Сан-Николас-де-лос-Аройос, Буэнос-Айрес) — аргентинский профессиональный футболист, игравший на позиции защитника.

## Карьера
Рикардо Хосе Де Риенсо дебютировал на профессиональном уровне в 1968 году в возрасте 20 лет в составе клуба «Ньюэллс Олд Бойз», в составе которого он провёл в общей сложности три сезона и забил три гола в 86 сыгранных матчах. В 1971 году он подписал контракт с клубом «Уракан», за который сыграл 40 матчей. Наконец, в 1972 году его на год перевели в клуб «Чакарита Хуниорс», в котором он завершил свой аргентинский этап карьеры в 1973 году в возрасте 25 лет.
В сезоне 1974 года он подписал контракт с «Лос-Анджелес Ацтекс», незадолго до этого созданным клубом NASL, с которым выиграл Соккер Боул. В сезоне 1976 года он перешёл в «Майами Торос», с которым, однако, не смог выйти в плей-офф североамериканского турнира.
Де Риенсо погиб в 2013 году в результате дорожно-транспортного происшествия в Буэнос-Айресе.

## Память
В 1971 году часть аппендикса, удалённого у Де Риенсо, была передана хирургом болельщикам «Росарио Сентраль», принципиальным соперникам «Ньюэллс Олд Бойз», которые с тех пор хранят её как памятную реликвию в своём музее.
В 2021 году южная трибуна стадиона в его родном Арройо-Секо получила имя Рикардо Хосе Де Риенсо.